# Montmélian
Montmélian este o comună în departamentul Savoie din sud-estul Franței. În 2009 avea o populație de 4.042 de locuitori.

## Evoluția populației
| An        | 1975  | 1982  | 1990  | 1999  | 2006  | 2009  |
| --------- | ----- | ----- | ----- | ----- | ----- | ----- |
| Populație | 3.585 | 4.016 | 3.930 | 3.926 | 3.933 | 4.042 |